# Royal Leopards F.C.
Royal Leopards F.C. là một câu lạc bộ bóng đá của Eswatini có trụ sở tại Simunye.

## Thành tích
- Giải Ngoại hạng Eswatini: 6 lần

2006, 2007, 2008, 2014, 2015, 2016.
- Cúp Swazi: 3 lần

2007, 2011, 2014.
- Cúp Từ thiện Swazi: 4 lần

2006, 2013, 2015, 2016.